# Vojen
Vojen (češko Vojen) je bil tretji od sedmih čeških mitskih knezov med (prav tako mitskim) ustanoviteljem dinastije Přemyslidov Přemyslom Oračem in prvim zgodovinskim knezom Bořivojem I. Imena knezov so bila prvič zapisana v Kozmovi Kroniki Čehov in nato prenesena v večino zgodovinskih knjig 19. stoletja, vključno z Zgodovino češkega naroda na Češkem in Moravskem Františka Palackega.
Ena od teorij o številu knezov je podprta s freskami na stenah Rotunde svete Katarine v Znojmu na Moravskem. Anežka Merhautová ji oporeka in trdi, da freske prikazujejo člane dinastije Přemyslidov, vključno z mlajšimi moravskimi knezi.

## Izvor imena
Ime Vojen naj bi izhajalo iz slovanske besede "vojna". Záviš Kalandra je menil, da so imena sedmih knezov pozabljena  staroslovanska imena dni v tednu.  Vojen je bil tretji dan, torek. V latinščini je bil tretjji dan  Marsov dan, se pravi dan boga vojne. Tretja teorija pravi, da so imena po pomoti nastala iz sicer celovitega, vendar delno prekinjenega starega slovanskega besedila.